# Йоркшър
Йоркшър (или Йоркшир) (на английски: Yorkshire) е историческо графство в Северна Англия и най-голямото по площ в Обединеното кралство към 1891 г. Поради значителния му размер спрямо останалите английски графства, функциите му постепенно преминават към административните му подразделения, които са се променяли периодически с времето. Въпреки тези промени Йоркшър остава ясно разпознаваем като географска област и културен регион. Името е познато и добре разбираемо в Обединеното кралство и се използва широко в медиите и армията, както и в текущите наименования на гражданската администрация, като например графства Северен Йоркшър, Южен Йоркшър, Западен Йоркшър и Източен Йоркшър.
Релефът на графството е разнообразен: на северозапад се намират някои от най-високите планини в Англия, на други места има блата, редуващи се с плодородни райони. Всички реки, освен Тийз и Рибъл, принадлежат към басейна на Уз и Хъмбър. През 20. век графството заема първо място по земеделие и животновъдство. Западната му част е богата на полезни изкопаеми и има много фабрики. Йоркшър се дели на няколко исторически зони: северен (North Riding), западен (West Riding) и източен (East Riding) райони (или райдинг (на английски: riding), което на саксонски означава третина) и град Йорк. През 1974 е проведена реорганизация, при която историческото графство Йоркшър се преобразува в административни графства Северен Йоркшър, Западен Йоркшър, Южен Йоркшър и Източен Йоркшър. Освен Йорк, други големи градове са Лийдс, Шефилд, Кингстън ъпон Хъл, Брадфорд и Уейкфийлд.